# Hyperthecosis ovarii
Die Hyperthecosis ovarii bezeichnet eine familiär gehäuft auftretende, eng mit dem PCOS verwandte Erkrankung mit Hyperplasie der Thekazellen mit den Hauptmerkmalen Virilisierung, Hirsutismus und Unfruchtbarkeit.
Synonyme sind: Hyperthekose; Thekomatose
Die Bezeichnung wurde im Jahre 1971 erstmals verwendet.

## Pathologie
histologisch findet sich eine Hyperplasie der Thekazellen in atretischen Ovarialfollikeln, insgesamt verminderte Follikelzahl und Vermehrung des Stromagewebes. Die Plasmaspiegel von Dihydrotestosteron, Testosteron und Luteinisierendem Hormon (LH) sind erhöht, die von Östradiol und Follikelstimulierendem Hormon (FSH) sind erniedrigt.
Bei einigen männlichen Familienmitgliedern wurden niedrige Testosteron- und erhöhte LH- und FSH-Spiegel nachgewiesen.
Es wird eine vermutlich autosomal-dominante Vererbung angenommen.
Im Gegensatz zum PCOS finden sich keine polyzystischen Veränderungen.

## Klinische Erscheinungen
Klinische Kriterien sind:
- Störung der Menstruation wie Oligomenorrhoe oder Amenorrhoe
- Ovarialinsuffizienz
- Virilisierung mit Hirsutismus, auch androgen bedingte Alopezie
- Adipositas
- Hypertonie
- Insulinresistenz

Hinzu kommt häufig eine Acanthosis nigricans.

## Diagnose
Neben den Befunden der Klinischen Untersuchung sind die Ergebnisse der Laboratoriumsmedizin entscheidend, die medizinische Bildgebung kann die meist beidseits vorliegende Vergrößerung der Ovarien dokumentieren, ist darüber hinaus nur von begrenzter Wertigkeit.

## Differentialdiagnose
Abzugrenzen sind das PCOS und ein Fibrom des Eierstockes.